# Ferdinand von Knappitsch
Ferdinand Edler von Knappitsch, auch Ferdinand Edler von Knapitsch (* 19. Oktober 1794 in Haimburg; † 12. Oktober 1875 in Krumfelden), war ein österreichischer Gutsbesitzer und Politiker.

## Leben
Von Knapitsch war der Sohn des Gutsbesitzers Franz Edler von Knapitsch (1764–1836) und dessen Ehefrau Maria Anna geborene von Weyersberg. Er war römisch-katholischer Konfession und heiratete am 13. September 1829 Anna Liebenwein (* 31. Januar 1806; † 18. Dezember 1870). Aus der Ehe gingen mindestens zwei Söhne hervor. Er war Großonkel des Franz von Knapitsch (1871–1921).
Von Knapitsch war Verweser bei der Gewerkschaft Oestereicher in Olsa bei Friesach, Besitzer der Schlösser Töscheldorf und Krumfelden bei Althofen und Inhaber einer Branntwein-Brennerei.
Vom 17. Juli 1848 bis zum 4. März 1849 war er Abgeordneter im Provisorischen Kärntner Landtag. Ab dem 17. Oktober 1848 gehörte er dem verstärkten provisorischen Landtagsausschusses an. In der ersten Wahlperiode war er vom 6. April 1861 bis zum 2. Januar 1867 Mitglied im Kärntner Landtag.